# Scaip
Scaip, acronimo di Servizio Collaborazione Assistenza Internazionale Piamartino, è una ONG e Onlus legalmente costituita come associazione con atto del 29 ottobre 1983. 
Si occupa di cooperazione internazionale in Africa e Sud America. Non ha fini di lucro né legami politici e opera nel grande mondo del volontariato cristiano con il solo scopo di “promuovere e gestire interventi di cooperazione utili al progresso umano, economico e sociale dei Paesi in via di Sviluppo” (art. 3 dello Statuto).

## Storia
La storia dello Scaip va ricondotta alle opere e al pensiero di Giovanni Battista Piamarta, proclamato santo il 21 ottobre 2012. Piamarta fu fondatore della scuola Artigianelli di Brescia che, in quegli anni, era il 1886, rappresentò un vero atto di coraggio e di amore verso i più giovani. Migliaia di studenti sono stati formati professionalmente nelle aule del noto istituto, garantendosi un futuro lavorativo in anni di grande incertezza.  
Piamarta fondò la Congregazione della Sacra Famiglia di Nazareth, i cui membri sono comunemente chiamati padri piamartini; a loro e a un piccolo gruppo di laici si deve la nascita dello Scaip.

## Organizzazione
Nel corso degli anni lo Scaip è cresciuto nel panorama dell'associazionismo italiano come ONG riconosciuta dal  Ministero degli Esteri e come Organizzazione Non Lucrativa di Utilità Sociale Onlus di diritto come previsto dal Decreto Legislativo 460/97.
Lo Scaip è associato a Focsiv  (Federazione Organismi Cristiani Servizio Internazionale Volontario), Co.Lomba (Cooperazione Lombardia) e alla Consulta per la Pace del Comune di Brescia.

## Attività
Oggi, attraverso i fondi raccolti, lo Scaip promuove nei Paesi del Sud del Mondo progetti di cooperazione internazionale nei settori della formazione professionale, formazione scolastica, acqua  e ambiente, sviluppo agricolo e altro ancora . 
I progetti in Africa hanno coinvolto comunità in Angola, Burundi, Camerun, Guinea, Kenya, Mali, Mozambico e Repubblica Democratica del Congo. 
In Sud America i progetti hanno coinvolto comunità in Bolivia, Brasile, Cile e Perù.
In Italia, lo Scaip in Italia promuove attività di Educazione alla Cittadinanza Mondiale (ECM), attività di sensibilizzazione, educazione alla solidarietà, alla mondialità e allo sviluppo sostenibile: l'obiettivo è la diffusione fra i giovani di una cultura della cooperazione e della partecipazione. Lo Scaip promuove progetti di Servizio Civile Volontario in Italia e all'estero (Brasile e Mozambico).

## Raccolta fondi
L'attività dello Scaip è finanziata attraverso fondi privati (donazioni di privati, enti erogativi e aziende) e pubblici (attraverso la partecipazione a bandi nazionali e comunitari).